# Plesiocera pernotata
Plesiocera pernotata är en tvåvingeart som beskrevs av Hesse 1956. Plesiocera pernotata ingår i släktet Plesiocera och familjen svävflugor. Inga underarter finns listade i Catalogue of Life.